# Potries
Potries (do 2014 pod hiszp. nazwą Potríes) – gmina w Hiszpanii, w prowincji Walencja, we wspólnocie autonomicznej Walencja, o powierzchni 3,07 km². W 2018 roku liczyła 1014 mieszkańców.